# Gerazym II (patriarcha Konstantynopola)
Gerazym II, gr. Γεράσιμος Β΄ – ekumeniczny patriarcha Konstantynopola w okresie od 14 sierpnia 1673 do grudnia 1674.